# Дагей
Дагей (умер в 588 году) — святой епископ ирландский. День памяти — 18 августа. Упоминается под именами Дейг (Daig, Daig Maccairaill), Дагей (Dageus, Daggeus, Dagaeo, Daigeus, Daygaeus, Dagaeus, Dagée), Дега (Dega), Дэг (Daigh), Даго (Daghous, Daghaeus, Dagous), Дегад (Deghadh), Даган (Daganus), Даг.
Ученик Финиана (Finian), был ирландским епископом и исповедником на острове Инис-Каоин-Деаг (Inis-Caoin-Deagha), ныне Инишкин (графство Монахан), живший ближе к концу VI века. Его имя на гаэльском означает Великое пламя, и он вероятно, был назван в честь своей матери. Считается одним из «трёх мастеров Ирландии» («one of the Three Master Craftsman of Ireland»).

## Биография
Родился в Киннакта Бреаг (Kiennacta Breagh; графство Мит). Отец — Кайрилл (Cayrill, Carill), сын Ласрена (Laisrén), сын Даллана (Dallán), сын Эогана мак Нейлла, сын Ниалла Девять Заложников, сын Эохэда Магмедона (англ. Eochaid Mugmedón). Мать — Дейга (Deighe), была дочерью Трена (Tren), сына Дубтаха мокку Лугейра (англ. Dubhthach moccu Lughair), поэта при дворе короля (англ. Chief Ollam of Ireland) Лоэгайре мак Нейлла. Другими детьми Дейги были святой Сенан Ларгабринский (англ. Saint Senan of Laraghabrine), сын Финтана (Fintan), святой Диармайд с Инис Клотранн, сын Лугны (Lugna), святой Кайллин (англ. Saint Caillin), сын Ниата (Niata), святой Фелим (Килморский), который был другим сыном Кайрилла и Дейги, старший брат святого Дейга, святая Фемия, которая была другой дочерью Кайрилла, святой Манчин Лимерикский (Mainchín of Limerick), сын Коллана из Коранна (Collan of Corann) и Сенхан Торпест, другой ирландский придворный поэт.
Ещё ребёнком Дагей отправился в монастырь на острове Девениш (графство Фермана), чтобы учиться под руководством святого Лазрен (англ. Laisrén mac Nad Froích). По окончании учёбы отправился учиться под руководство святого Комгалла в монастырь Бангор, после чего стал художником при святом Киаране Клонмакнойсском, для которого сделал 300 колокольчиков, 300 посохов и 300 экземпляров Евангелия, которые были распространены в качестве дара среди других монастырей Ирландии.
Затем по благословению святого Колумбы основал монастырь на острове Инишкин. Местные жители пытались его убить, но это им не удалось, и они были вытеснены на полуостров Беара (англ. Beara Peninsula) (в графстве Корк).
Присутствовал при кончине Карлена, епископа Армского 24 марта 588 года. Скончался предположительно в том же году 18 августа, в этот день его поминают.
Среди учеников Дагея — святой Берах (англ. Saint Berach). Дагей явил многие чудеса, перечисленные в его житии. Мартиролог Энгуса (англ. Félire Óengusso) сообщает: «A man of grace for our wheat was Daig, the good and great son of Cairell».